# بولوت بیشنعلیف
بولوت بیشنعلیف (روسی: Болот Бейшеналиев؛ ۲۵ ژوئن ۱۹۳۷ – ۱۸ نوامبر ۲۰۰۲) بازیگر اهل کشور اتحاد جماهیر شوروی سوسیالیستی (قرقیزستان) بود.
از فیلم‌ها یا برنامه‌های تلویزیونی که وی در آن نقش داشته‌است می‌توان به آزادی، اندره روبلوف، سرخ و سفید و برف داغ اشاره کرد.